# Catherine-Aurélie Caouette
Pour les articles homonymes, voir Caouette.
Aurélie Caouette, en religion Catherine Aurélie du Très Précieux Sang, née le 11 juillet 1833 et morte le 6 juillet 1905 est une religieuse et mystique canadienne, connue pour avoir fondé la congrégation  des Adoratrices du Précieux-Sang. Elle est reconnue vénérable par l'Église catholique, qui a engagé le processus pour sa béatification.

## Biographie
Née à Saint-Hyacinthe, de l'union de Joseph Caouette, forgeron, et de Marguerite Olivier, elle est baptisée par l'abbé E. Durocher dans l'église paroissiale Notre-Dame-du-Rosaire. À l’âge de douze ans, ses parents la placent dans un couvent de la congrégation de Notre-Dame de Montréal où elle fait sa première communion et où les supérieures remarquent son intelligence, sa simplicité, sa modestie, sa sensibilité, son imagination et sa piété. Elle y rencontre également le prêtre Joseph-Sabine Raymond, qui sera son directeur spirituel pendant quarante ans.
Elle quitte le couvent en 1850 et s'adonne à l'adoration eucharistique, au jeûne et à la mortification. Elle pratique la communion quotidienne et mène une vie de renoncement.
Entre 1852 et 1853, désireuse de se consacrer à Dieu elle fait vœu de virginité perpétuelle. Le 30 août 1854, elle rejoint le Tiers-Ordre dominicain. Elle adopte avec ferveur le culte du Précieux-Sang de Jésus et prend pour modèle sainte Catherine de Sienne. Elle décide d’ajouter « Catherine » à son prénom, en l’honneur de cette sainte.
Elle souhaite devenir religieuse mais elle ne trouve pas de communauté correspondant à ses désirs. Elle se tourne alors vers l’évêque Jean-Charles Prince qui lui propose d’entrer dans une communauté religieuse dédiée à l’enseignement ou au service hospitalier, mais elle ne sent pas appelée par cette vocation. Elle decide de mener chez elle une vie de prière et une existence retirée.
En 1859, elle s'entretint avec l'évêque Ignace Bourget, qui lui suggère de fonder une congrégation contemplative vouée à la vénération du sang du Christ. L'évêque Joseph La Rocque ne soutient pas initialement ce projet, mais finit par changer d'avis et autorise la creation le 14 septembre 1861 de la congrégation des Adoratrices du Précieux-Sang. La première communauté est composée d'Aurélie et de trois compagnes (Sophie Raymond, Elizabeth Hamilton et Euphrasie Caouette). Deux ans plus tard, elles font leur profession religieuse. Aurélie prend le nom de Catherine Aurélie du Très Précieux Sang. Ce même jour elle est élue supérieure générale.
Rapidement la maison de la congrégation doit être agrandie en raison de l'augmentation rapide du nombre de sœurs consacrées à Jésus. Leur objectif est de faire réparation des offenses commises contre le Christ à travers le dévouement total de leur vie, notamment par la mortification, l'adoration et l'abstinence
De son vivant Aurélie voit  la congrégation se répandre dans de nombreuses villes canadiennes, américaines et cubaines, telles queToronto, Montréal, Ottawa, Trois-Rivières, Sherbrooke, Nicolet, Portland, Manchester, Brooklyn et La Havane.
Elle décède le 6 juillet 1905 après une longue et vigoureuse vie spirituelle.
Elle a laissé des écrits spirituels qui témoignent de la clarté de son esprit.

### Sépulture
Á la suite de l’annonce de la fermeture du monastère des Religieuses du Précieux-Sang (Québec) où le corps d'Aurélie a été inhumé le 7 octobre 1923, le Cardinal Angelo Amato a autorisé le 12 juin 2018, la translation du cercueil d'Aurélie vers le mausolée du cimetière de la Cathédrale Saint-Hyacinthe-le-Confesseur.
Sur le parcours menant du monastère vers la cathédrale, le cortège a réaliser un court arrêt face à l’église paroissiale Notre-Dame-du Rosaire où elle fut baptisée en 1833. Le cercueil ou repose Aurélie a été accueilli par l’évêque Christian Rodembourg en présence des membres de la communauté du Précieux-Sang et de fidèles pour une cérémonie.
Considérée comme la fondatrice et figure maternelle de la congrégation, Mère Aurélie Caouette est ainsi la dernière à quitter le monastère de Saint-Hyacinthe.

## Reconnaissance par l'Église
Le père Élie Auclair publie une première biographie de Mère Aurélie Caouette en 1923. En 1993, le diocèse de Saint-Hyacinthe ouvre une enquête diocésaine en vue de sa béatification, laquelle est transmise à la Congrégation pour les causes des saints en 2001. Le 1er décembre 2016, le pape François reconnaît l’héroïcité de ses vertus et lui attribue le titre de vénérable.

## Citation
- « L’Eucharistie, oh ! le beau, le grand, le sublime sacrement ! Eucharistie, tu renfermes, sous tes faibles apparences, Celui que les cieux ne peuvent contenir. Tu renfermes mon Tout, ma Vie. Quelles actions de grâces, que les bénédictions, quel brûlant amour ne dois-je pas au Dieu tout amour, pour le don qu’Il m’a fait de la divine Eucharistie ! ».